# Tiarosporella halmyra
Tiarosporella halmyra är en svampart som beskrevs av Kohlm. & Volkm.-Kohlm. 1996. Tiarosporella halmyra ingår i släktet Tiarosporella, ordningen disksvampar, klassen Leotiomycetes, divisionen sporsäcksvampar och riket svampar.   Inga underarter finns listade i Catalogue of Life.